# Angie Zelter

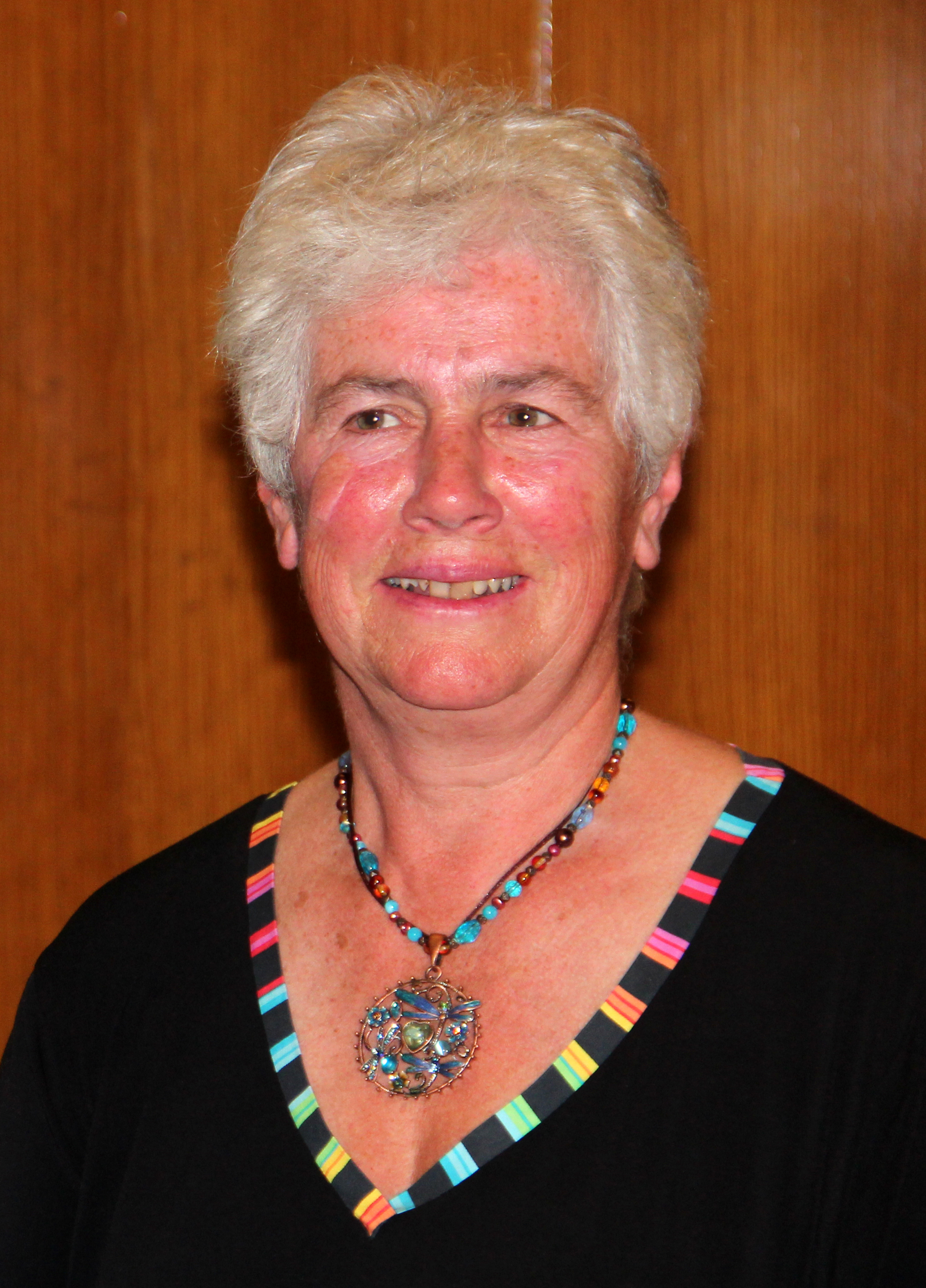
Angie Zelter (2014)

Angie Zelter (* 5. Juni 1951 in London) ist eine britische Friedensaktivistin und Mitbegründerin von Trident Ploughshares. Sie ist Witwe und Mutter einer erwachsenen Tochter.
Beim Sabotageakt bei der British Aerospace am 29. Januar 1996 hämmerten drei Mitglieder (Lotta Kronlid, Andrea Needham und Jo Wilson) der Pflugschar-Gruppe Seeds of Hope gegen ein Hawk-Kampfflugzeug, das nach Indonesien verkauft werden sollte. Sie richteten einen Schaden von 2,25 Millionen Pfund an. Auch Angie Zelter wurde am 7. Februar 1996 als „unterstützende Mittäterin“ verhaftet. Nach einem halben Jahr Untersuchungshaft sprach das Geschworenengericht die vier Frauen frei, da die Frauen das Flugzeug nicht zerstören, sondern nur entwaffnen und damit Morde an der Zivilbevölkerung in Osttimor verhindern wollten.
Vor dem Hintergrund dieser Erfahrung lud Angie Zelter 1997 100 Menschen aus 15 Ländern ein, sich an einer Initiative gegen das britische Trident-Nuklearwaffensystem zu beteiligen. Im Mai 1998 formierten sich daraus die Trident Ploughshares. Zelter wollte keine kleine Gruppe gründen, wie dies die Gruppen der Pflugscharbewegung sind, sondern eine revolutionäre Struktur schaffen.
Im Juni 1999 fuhren Angie Zelter, Ellen Moxley und die Dänin Ulla Røder mit einem Gummiboot auf dem schottischen Loch Goil zum Laborschiff Maytime. Auf diesem schwimmenden Laboratorium wurden wichtige akustische Forschungen für die mit Trident-Atomraketen bestückten britischen Unterseeboote durchgeführt. Die drei Frauen enterten die Maytime und „rüsteten“ einen großen Teil der Einrichtung „ab“, indem sie Computer, Schreibmaschinen, Drucker und sonstige wichtige Ausrüstungsgegenstände ins Wasser warfen. Dann drangen sie durch ein nicht blockiertes Fenster in einen Maschinenraum ein und gossen aus einem mitgebrachten Eimer Sirup, mit Sand vermischt, über die Maschinen. Zelter und ihre Mitaktivistinnen wurden am 22. September 1999 freigesprochen, da die Richterin keine Straftat erkennen konnte. Denn bereits 1996 hatte der Internationale Gerichtshof Atomwaffen für illegal erklärt.
2001 wurde der Right Livelihood Award an Trident Ploughshares verliehen – Angie Zelter nahm ihn für die Organisation entgegen. „Trident Ploughshares ist ein Modell einer prinzipientreuen, transparenten und gewaltfreien Aktionsgemeinschaft zur Befreiung der Welt von Nuklearwaffen“, heißt es in der Jurybegründung.
Angie Zelter gründete 2002 das International Women’s Peace Service (IWPS), eine Organisation, die sich um Frieden im Nahen Osten bemüht. Zelter wurde bereits im Dezember 2002 aus Israel abgeschoben, am 24. Oktober 2004 wurde ihr nach zwölfstündigem Verhör am Ben-Gurion-Flughafen die Einreise nach Israel verweigert. Die israelischen Behörden gaben als Ausweisungsgrund Zelters gewaltfreie Aktivitäten für die Palästinenser an und bezeichneten sie als „Sicherheitsrisiko“. Nach einer Woche Haft wurde Zelter am 31. Oktober 2004 nach England ausgeflogen.
Am 30. August 2019 zeichnete Francisco Guterres, der Präsident des inzwischen unabhängigen Osttimors, Angie Zelter und drei ihrer Mitstreiterinnen mit der Medaille des Ordem de Timor-Leste aus.

## Zitate
- “What’s your profession?” – “I am human. – I don’t like professions, but I am a potter.”
- “Do you think citizens have a morality right to destroy the property of a corporation or of a government that is engaged in crimes against humanity? If they use peaceful means? Is it peaceful to hammer on an aircraft? Is it peaceful to hammer down a wall (e.g. the Berlin wall)?” (Angie Zelter)